# آزاد البلكرامي
آزاد البلگرامي (ت. 1200 هـ) هو من أدباء وشعراء القرن الثاني عشر هجري في الهند.
هو ميرزا غلام على آزاد بلگرامي. من آثاره: «سبحة المرجان في آثار هندوستان» و«خزانة عامره»، وله ديوان شعر، جُمع وطبع باسم «ديوان آزاد البلكرامى الهندى» - مطبعة كنز العلوم، حيدر آباد الدكن.

## وصلات خارجية
- حسان الهند غلام علي آزاد البلكرامي وشعره العربي - محمد محامد حسين، مجلة الداعي الشهرية الصادرة عن دار العلوم ديوبند، ربيع الثاني 1433 هـ = مارس 2012 م، العدد : 4، السنة : 36